# Вугільна промисловість Китаю
Вугільна промисловість Китаю

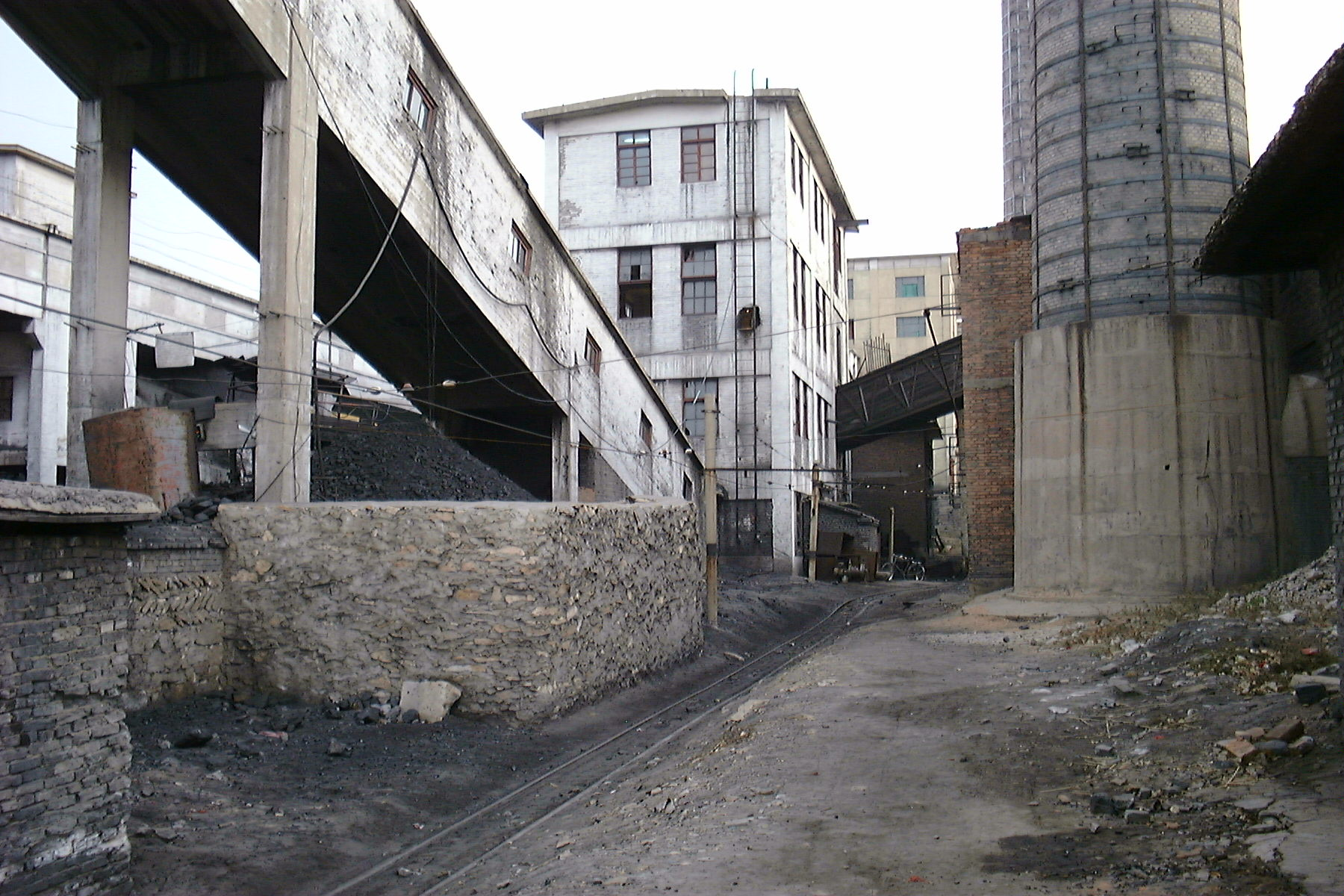
Вугільне підприємство у Гонг Джин Хуа, м. Датун, провінція Шаньсі, Китай

Китайська Народна Республіка є найбільшим виробником і споживачем вугілля для вугільної енергетики у світі.
Станом на 2025 рік Китай виробляє приблизно 4,8 мільярда тонн вугілля на рік, що становить більше половини світового обсягу. У 2014 році центральний уряд Китаю надав місцевим органам влади більше свободи дозволяти будівництво вугільних електростанцій, що призвело до зростання використання вугілля. У 2023 році на вугілля припадало 60 відсотків виробництва електроенергії в країні. У травні 2024 року частка вугілля у виробництві електроенергії в країні досягла 53%.

## Історія галузі
Початок промислового видобутку вугілля в Китаї належить до другої половини XIX століття. До 1913 року видобуток досяг 13 млн. тонн на рік, а в період між двома світовими війнами становив 18-23 млн. тонн. Після утворення КНР в 1949 р. почався інтенсивний розвиток вугільної промисловості. З 1949 по 1980 рік побудовано 1500 шахт і кар'єрів сумарною проектною річною потужністю 480 млн. тонн і 170 збагачувальних фабрик річною потужністю 160 млн т.
Понад 90% вугілля видобувається підземним способом. Близько 80% підземного видобутку припадає на пологі пласти. Переважають пласти середньої потужності 1,3 −3,5 і потужні (понад 3,5 м). Глибина розробок від 220–300 до 1000–1300 м. Шахтні поля розкриті в осн. вертикальними стволами. Переважаюча система розробки на пологих і похилих пластах — стовпова, на особливо потужних пластах — з обваленням або гідрозакладкою. Більшість шахт газові, частина пластів викидонебезпечні, на частині шахт застосовується дренаж метану. На вугільних кар'єрах переважає транспортна система розробки. Один з найбільших кар'єрів — «Фушунь», де розробляється пласт коксівного вугілля середньою потужністю 80 м з кутом падіння 20-40°. Висота розкривних уступів 10-16 м, вугільних — 8-9 м.
На початку XXI ст. Китай — провідна світова країна з видобутку вугілля, яке є основою його паливно-енергетичної бази. Динаміка видобутку, млрд т: 1980 — 0,620; 1990 — 1,035; 1994 — 1,240; 1995 — 1,360; 1996 −1,397; 1,40 — 1997; 1998 — 1,181; 1999 — 0,974; 2000 — 1,238; 2001 — 1,171. Видобуток вугілля в країні в 2003 р становитиме 1.35 млрд тонн. Серед найбільших центрів вуглевидобутку виділяються Хуайнань, Хеган, Кайлуань, Датун, Фушунь, Фусінь. Згідно зі «Стратегією трьох етапів» передбачалося подвоєння виробництва валового національного продукту за період 1990–2000 рр. і повторне його подвоєння до 2050 р. Передбачається зростання споживання вугілля в Китаї у 2020 р. до 2 млрд т; значне підвищення експорту, що склав в 2001 р. 86 млн т.
Першочергова увага приділяється розвитку вітчизняної вугільної промисловості, її реформуванню і адаптації до ринкової економіки на всіх рівнях. Але як результат диспропорції розвитку в 1998–1999 рр. сталося різке скорочення видобутку вугілля (на 235 млн т, до 974 млн т). У зв'язку з перевиробництвом вугілля і зниженням внутрішніх цін на нього була розроблена програма по закриттю 8845 вугледобувних підприємств. Планується також закрити 25800 нелегальних розробок. Схвалено також банкрутство 65-ти шахт (державна власність). У 1999 р. було закрито близько 30 тисяч дрібних шахт сумарною річною потужністю близько 250 млн т. У 1999–2001 рр. внутрішній попит на вугілля продовжував скорочуватися. Разом з тим стимулювався експорт вугілля (г.ч. в Японію, Корею і Тайвань: у 2000 р. він склав понад 55 млн т — на 47% більше ніж у 1999 р — в 2001 р. — 63 млн т). Зросло число портів, через які здійснюється вивіз вугілля з країни. Крім діючих — Ляньюнган, Цяньвань, Цінхуандао, Жічжао і Тяньцзін побудовано ряд нових — Байюцюань, Фанчен, Цзінтан і Ланьшань. Держрада КНР ухвала рішення про будівництво восьми вуглепроводів. Проводиться активна політика залучення іноземних інвестицій, в основному з Японії і США, з метою будівництва високопродуктивних шахт і розрізів, збагачувальних фабрик.
У рамках реформування вугільної галузі в 1999 р. відбулося злиття галузевих асоціацій в дві вугільні групи: China National Coal Imports and Exports (Group) Corp. і China Coal Construction (Group) Corp., які контролюються Держрадою КНР. Це дозволяє більш ефективно управляти вуглевидобутком. Найбільш великими вугледобувними провінціями Китаю є Шаньсі, Хенань, Сичуань, Хейлунцзян, Шаньдун. У державному секторі працює близько 100 вугледобувних підприємств; шахти мають потужність 0.6-4 млн т вугілля в рік, вуглерозрізи — 3-15 млн т/рік. На шахтах КНР все більше застосовують сучасні механізовані комплекси, в тому числі виробництва найкращих зарубіжних фірм. Але крім державних, у 2000 р. видобуток вели 2500 підприємств місцевого значення і близько 75 тисяч дрібних, що належать невеликим селищам і сільським общинам, з яких майже третина нелегальних. Близько 85% з них працюють нерентабельно.
Враховуючи міжнародну практику в рамках реформування вугледобувної промисловості уряд К. в 1999 змінив класифікацію запасів вугілля. Нова система запасів заснована на міжнародній класифікації, прийнятій ООН і запропонованій Комісією ЄС в 1997 р. Відповідно до неї виділяються запаси (reserves), база запасів (reserve base) і ресурси (resources), які в свою чергу поділяються на 16 підкатегорій.
До 2001 р. частка збагаченого вугілля у порівнянні з 1995 р. збільшилася з 19,5 до 38,6%. У Китаї 1600 збагачувальних фабрик, з яких тільки 147 державні. Середня продуктивність збагачувальних фабрик 1,36 млнт./рік, хоча є фабрики продуктивністю 15-19 млн т/рік.
Застосовуються такі методи збагачення: відсадка — 56%; важкосередовищна сепарація — 26%; флотація — 14%; ґвинтові сепаратори та ін. гравітаційні процеси — 4%. Планується збільшити кількість збагачуваного вугілля до 555 млн т на рік.
Для розвитку видобутку вугілля в північній частині Китаю в провінції Шаньсі заснована нова компанія The Binchang Mining Area Development and Construction company. Компанія почала свою діяльність 11 березня 2003 р і повинна фінансуватися дев'ятьма фірмами і організаціями провінції Шаньсі, головної вугільної області Китаю. На початку XXI ст. в провінції добувають 92.53 млн тонн вугілля на рік. Компанія повинна затратити три роки на будівництво і введення в дію сучасної шахти Біньчан (Binchang) в західній частині провінції Шаньсі, потужністю 8-10 млн тонн вугілля на рік і вартістю 95.18 млн дол. Доведені запаси підприємства становлять 1.2 млрд т. Вугілля високої якості, з низьким вмістом сірки, фосфору і пилу і з високою теплотворною здатністю. Будівництво нової вугільної шахти почнеться в жовтні 2003 р..
Китай планує в 2003 р. збільшити експорт вугілля на 7%, до 90 млн т. Водночас Китай щорічно імпортує близько 10 млн тонн вугілля, головним чином з Австралії і В'єтнаму, для забезпечення електроенергетики на сході і півдні країни, куди транспортувати вугілля з головних вугледобувних районів Китаю, розташованих в центральних і північних частинах країни, дорожче, ніж закуповувати його в країнах Півд.-Сх. Азії.
Перспективи вугільної промисловості і вугільної енергетики. Незважаючи на швидке збільшення споживання нафти і природного газу, до 2020 р. вугілля буде як і раніше займати 1-е місце і складати близько 60% в загальному обсязі споживання енергоносіїв в Китаї. За китайськими джерелами на 2003 р питома вага вугілля в обсязі споживання енергоносіїв становить 67%, тоді як середньосвітовий показник — 25%..
У повіті Уланьмулунь автономного району Внутрішня Монголія у 2003 р будується найбільший в Китаї завод по зрідженню вугілля із застосуванням американських технологій. Завод зможе щорічно виробляти понад млн тонн рідкого палива, здатного стати замінником нафти. Будівництво заводу здійснюється в рамках програми перетворення вугілля в рідке паливо, прийнятої в Китаї з метою скорочення залежності країни від імпортних нафтопродуктів і зменшення забруднення навколишнього середовища шкідливими речовинами, що утворюються при спаленні вугілля. Згідно з цією програмою, в найближчі 5-10 років такі заводи будуть побудовані, крім автономного району Внутрішня Монголія, в провінціях Шеньсі, Шаньсі і Юньнань.